# Йена
 Тази статия е за града в Германия.  За паричната единица вижте японска йена.  
Йена (на немски: Jena) е университетски град в Тюрингия, Германия. Разположен е по река Заале между хълмовете на платото Илм-Заале. С население от 102 494 жители (към 31 декември 2006 г.) е третият по големина град (след Ерфурт и Гера) и един от трите окръжни центъра в Тюрингия.

## История
Йена получава известност главно чрез Университета „Фридрих Шилер“, който със своите 18 000 студенти е най-големият в Тюрингия. Основан е през 1558 г. Известен е също с оптико-механичното предприятие „Carl Zeiss AG“ и свързаните с него „Schott AG“ и други по-малки предприятия. От тези заводи произлиза името на популярното топлоустойчиво „йенско стъкло“.
Още преди Втората световна война градът е център на оптико-механичната промишленост в Германия. След войната комбинатът „Carl Zeiss“ със своите 60 000 работници е най-големият в ГДР.
След обединението на двете германски държави Йена се превръща от индустриален отново в предимно университетски град, един от „фаровете“ на науката в Източна Германия. В града са седалищата на много изследователски лаборатории и институти.

## Висше образование и наука
- Йенски университет Фридрих Шилер
- Институт Макс Планк по биогеохимия
- Институт Макс Планк по икономика
- Институт Макс Планк по химическа екология
- Институт по физика и високи технологии
- Фраунхоферов институт по приложна оптика и фина механика
- INNOVENT – един от най-големите частни изследователски центрове в Германия
- Институт Лайбниц по геронтология
- Фридрих Льофлер институт по бактериални инфекции
- Фридрих Льофлер институт по молекулярна патогенеза
- Център Йена по биоинформатика

## Музеи
- Музей на оптиката – история на оптичните инструменти
- Музей на стъклото „Шот“ – производство и употреба на стъкло
- Градски музей „Гьоре“ – история на града Йена
- Ботаническа градина
- Биологически музей
- Дом на романтизма – литература
- Мемориал на Гьоте – литература
- Кабинет ориенталски монети – история на Ориента и нумизматика

## Забележителности
- Със своите 159 метра кулата Йентауър е най-високата офис-сграда в новите федерални провинции. На 27-ия етаж има ресторант, а на 28-ия – панорамна веранда.
- През 1926 г. фирмата Carl Zeiss построява в Йена първия в света модерен планетариум.
- Йенската филхармония е най-големият независим симфоничен оркестър в Тюрингия.
- Ботаническата градина е основана през 1580 г. и е втората най-стара в Германия.
- Сградата на кметството е построена през 13 век.
- Готическата църква „St. Michael“ е построена през 1506 г. На гроба на Мартин Лутер има сребърна плоча.
- През 13-14 век са строени Старият замък, крепостната стена и множество кули за защита на града.
- Заслужава да се види и домът на Фридрих Шилер.
- В близост до Йена са замъците Дорнбург и Капелендорф.

## Известни личности
Родени в Йена
- Джон Гудинаф - носител на Нобелова награда за химия, създал литиево-йонната батерия (заедно с Акира Йошино и Стенли Уитингам).
- Бернд Шнайдер – футболист

Починали в Йена
- Ернст Абе – физик, оптик и социален реформатор
- Ернст Хекел – биолог и зоолог
- Карл Цайс – инженер и оптик, основател на Karl Zeiss Jena
- Ото Шот – химик и оптик, основател на Schott AG
- Михаел Щифел (1487-1567) – математик

Други
- Йоханес Бехер – поет и политик, учи в университета
- Новалис – поет, учи в университета
- Курт Тухолски – поет и писател, учи в университета
- Йохан Готлиб Фихте – философ, учи в университета
- Готлоб Фреге – математик, логик и философ, учи и преподава в университета
- Георг Хегел – философ, преподава в университета
- Фридрих Шелинг – философ, преподава в университета
- Фридрих Шилер – поет и писател, преподава в университета
- Аугуст Вилхелм Шлегел – филолог, преподава в университета

## Побратимени градове
- Бъркли, САЩ
- Ерланген, Германия
- Лугож, Румъния
- Порто, Португалия
- Сан Маркос, Никарагуа